# فرناندو كارفاليو
فرناندو كارفاليو (بالبرتغالية: Fernando Carvalho‏) هو دراج برتغالي، ولد في 5 فبراير 1965.

## وصلات خارجية
- فرناندو كارفاليو على موقع أرشيف الدراجات (الإنجليزية)
- فرناندو كارفاليو على موقع إحصائيات الدراجات الإحترافية (الإنجليزية)